# Сан Грегорио, Лос Синкуента (Инде)
Сан Грегорио, Лос Синкуента (шп. San Gregorio, Los Cincuenta) насеље је у Мексику у савезној држави Дуранго у општини Инде. Насеље се налази на надморској висини од 1600 м.

## Становништво
Према подацима из 2005. године у насељу је живело 11 становника.

### Хронологија
| Година       | 2005 |
| ------------ | ---- |
| Становништво | 11   |

### Попис
| # | Индикатор                        | Вредност |
| - | -------------------------------- | -------- |
| 1 | Укупно појединачних домаћинстава | 2        |